# Апарисио, Эрнесто
Эрне́сто У́го Апари́сио (исп. Ernesto Hugo Aparicio; 28 декабря 1948, Сан-Сальвадор) — сальвадорский футболист, нападающий. Участник чемпионата мира 1970 года.

## Карьера
В чемпионате Сальвадора играл за команду «Атлетико Марте». В 1975 году играл за клуб «Чикаго Кэтс» Американской футбольной лиги (II эшелон США).
В составе сборной Сальвадора играл на чемпионате мира 1970 года, принял участие во всех 3 матчах. Во встречах со сборными Бельгии и Мексики выходил на поле в стартовом составе, а в заключительном матче против сборной СССР вышел на замену вместо Маурисио Родригеса на 80-й минуте.